# 姆利尼 (哈佳奇區)
50°12′14″N 33°56′47″E / 50.20389°N 33.94639°E
姆利尼（烏克蘭語：Млини），是烏克蘭中部的村莊，隸屬波爾塔瓦州的米爾霍羅德區。該村處於普肖爾河左岸，始建於1780年，面積0.99平方公里，海拔高度103米，2001年人口148。